# Mazeppa (Victor Hugo)
Pour les articles homonymes, voir Mazeppa.
Mazeppa est un poème de Victor Hugo, écrit en mai 1828 et paru en 1829 dans le recueil Les Orientales. Dans ce poème, Victor Hugo y dépeint le portrait de Ivan Mazeppa, hetman des cosaques d'Ukraine et militaire de la cour du roi polonais au XVIIe siècle.

## Contexte
Ayant été surpris en flagrant délit d'adultère avec la femme d’un noble polonais, Ivan Mazeppa est attaché entièrement nu, le corps enduit de goudron, sur le dos d'un cheval.